# The Hunter (film 2011 Nettheim)
The Hunter è un film del 2011 diretto da Daniel Nettheim.
Il film, con protagonisti Willem Dafoe, Sam Neill e Frances O'Connor, si basa sull'omonimo romanzo scritto da Julia Leigh nel 1999, che prende spunto dal fatto che in Tasmania vi siano state effettivamente numerose segnalazioni di avvistamento di un animale ufficialmente estinto: il tilacino o tigre della Tasmania.

## Trama
Un cacciatore, Martin David, viene arruolato da una società di biotecnologie per andare in Tasmania e catturare la fantomatica tigre della Tasmania, un animale dato per estinto del quale però sono stati registrati nuovi avvistamenti. Il compito di Martin è quello di trovare quello che potrebbe essere l'ultimo esemplare di questa specie, per fornire campioni di tessuti e sangue dell'animale, portatore sano di una preziosa tossina.
Giunto in Tasmania, l'uomo, che ufficialmente ha l'obiettivo di osservare la tigre della Tasmania, prende alloggio in una casa proprio ai margini dell'immensa zona boschiva che si appresta ad esplorare. Ad ospitarlo una mamma con due figli piccoli che attendono da mesi il ritorno del padre, una guida esperta del quale si sono perse le tracce. Durante il primo soggiorno Martin non riesce neanche a vedere la donna che, depressa e ridotta in stato vegetativo dai medicinali, è praticamente rinchiusa in camera da letto. Dopo la prima delle sue spedizioni solitarie nell'area selvaggia, tutte della durata di dodici giorni, Martin comincia ad interessarsi alla storia della guida scomparsa e alla sorte di sua moglie. Dopo averle tolto i medicinali e istruito i bambini, di ritorno da un'ulteriore spedizione trova la donna uscita dalla depressione. Scopre quindi che il marito aveva anche lui cercato la tigre della Tasmania e, da un disegno del figlio, intuisce anche la zona nella quale probabilmente questa era stata avvistata. In una nuova esplorazione trova così i resti di un uomo evidentemente assassinato, che capisce essere proprio la guida scomparsa. Al ritorno nella famiglia non parla dell'accaduto ma scopre che l'uomo aveva assunto un incarico simile al suo, salvo poi aver lasciato lo stesso per abbracciare la causa ambientalista, una volta svelati gli intenti dei committenti.
Nella spedizione seguente è preda di un'imboscata da parte di un nuovo inviato della stessa società che ora vuole rimpiazzarlo. Martin lo uccide anticipando le sue intenzioni. Tornato dalla famiglia che lo ospitava, trova la casa in cenere. Apprende poi che mamma e figlia sono morte nel misterioso incendio che l'ha distrutta, mentre il piccolo Jamie si è salvato. Tornato con decisione nella zona boschiva, Martin cattura effettivamente l'ultimo esemplare di tigre della Tasmania, lo uccide e poi lo crema per non lasciarne tracce. Una volta in città informa la società che del prezioso animale non è rimasto più nulla, quindi si reca nell'istituto dove è ospitato il piccolo Jamie. Questi, alla sua vista, gli corre incontro e i due si stringono in un caloroso abbraccio.

## Produzione
Il film è stato girato interamente in Tasmania e le location comprendono la Central Plateau Conservation Area, l'Hobart International Airport di Cambridge e l'Hotel Grand Chancellor di Hobart.
Per prepararsi adeguatamente al ruolo, Willem Dafoe ha lavorato con un esperto di sopravvivenza che gli ha suggerito dei consigli pratici su come mascherare il proprio odore in modo che gli animali selvatici non potessero sentirlo in mezzo alla boscaglia.

## Distribuzione
Il film è stato presentato in anteprima assoluta il 9 settembre 2011 al Toronto International Film Festival del 2011, mentre è stato distribuito nei cinema australiani a partire dal 6 ottobre dello stesso anno, e in quelli statunitensi a partire dal 6 aprile 2012.
In Italia, il film è stato distribuito direttamente in Home Video DVD, da gennaio 2015.